# North Aston
North Aston è un villaggio e parrocchia civile dell'Inghilterra, appartenente alla contea dell'Oxfordshire.